# Strongylosoma guérini
Strongylosoma guérini är en mångfotingart som först beskrevs av Paul Gervais 1836.  Strongylosoma guérini ingår i släktet Strongylosoma och familjen orangeridubbelfotingar. Inga underarter finns listade i Catalogue of Life.